# Travis Watson
Travis Jermaine Watson (San Antonio, 20 marzo 1981) è un ex cestista statunitense, che giocava come ala/centro.

## Carriera
La sua carriera inizia alla Oak Hill Academy, dove trascorre 3 anni. Nel 1999 entra nell'ACC con Virgina dove mostra le sue spiccate doti di rimbalzista.
Nel suo anno da senior realizzerà oltre 14 punti e 10,4 rimbalzi a gara. Nel 2003 esce dall'università e sbarca in Europa, scegliendo il Panionios di Atene, vince la classifica rimbalzi per ben due anni di seguito ed è in costante doppia cifra (13,6 punti, 12,2 rimbalzi nella prima stagione; 13 punti, 10 rimbalzi la seconda stagione).
Viene notato dalla Fortitudo Bologna (8 punti, 8 rimbalzi in campionato; 8 punti, 7,3 rimbalzi in Eurolega). Dopo aver giocato con l'Olimpia Milano per un paio di stagioni, si è trasferito all'Hapoel Gerusalemme nell'estate 2008.
Nell'agosto 2013 firma per Cremona, salvo poi risultare inidoneo all'attività agonistica nel settembre seguente.

## Statistiche

### College
| Anno      | Squadra            | PG  | PT  | MP   | TC%  | 3P%  | TL%  | RP   | AP  | PRP | SP  | PP   |
| --------- | ------------------ | --- | --- | ---- | ---- | ---- | ---- | ---- | --- | --- | --- | ---- |
| 1999-2000 | Virginia Cavaliers | 31  | 30  | 28,6 | 53,5 | 0,0  | 56,1 | 8,3  | 0,8 | 0,9 | 0,9 | 11,4 |
| 2000-2001 | Virginia Cavaliers | 29  | 28  | 28,4 | 49,7 | -    | 61,7 | 9,1  | 0,9 | 1,0 | 1,2 | 12,3 |
| 2001-2002 | Virginia Cavaliers | 28  | 25  | 29,6 | 52,5 | 50,0 | 69,5 | 9,7  | 1,1 | 1,1 | 0,9 | 14,1 |
| 2002-2003 | Virginia Cavaliers | 31  | 27  | 30,7 | 52,0 | 24,1 | 68,7 | 10,4 | 2,2 | 1,5 | 1,3 | 14,3 |
| Carriera  | Carriera           | 119 | 110 | 29,3 | 51,9 | 31,8 | 64,2 | 9,4  | 1,3 | 1,1 | 1,1 | 13,0 |

### Eurolega
| Anno      | Squadra           | PG | PT | MP   | TC%  | 3P%  | TL%  | RP   | AP  | PRP | SP  | PP   |
| --------- | ----------------- | -- | -- | ---- | ---- | ---- | ---- | ---- | --- | --- | --- | ---- |
| 2005-2006 | Fortitudo Bologna | 20 | 2  | 19,9 | 52,1 | 0,0  | 64,7 | 7,4  | 1,1 | 1,2 | 0,6 | 8,0  |
| 2007-2008 | Olimpia Milano    | 14 | 13 | 25,5 | 63,6 | 100  | 44,3 | 9,7  | 1,2 | 1,9 | 0,4 | 11,7 |
| 2009-2010 | Žalgiris Kaunas   | 13 | 12 | 25,3 | 58,5 | 0,0  | 73,7 | 9,5* | 1,5 | 0,7 | 0,7 | 10,6 |
| 2010-2011 | Žalgiris Kaunas   | 15 | 10 | 18,0 | 54,3 | -    | 60,5 | 4,7  | 0,7 | 1,0 | 0,5 | 6,6  |
| Carriera  | Carriera          | 62 | 37 | 21,8 | 57,1 | 33,3 | 59,0 | 7,7  | 1,1 | 1,2 | 0,6 | 9,0  |

## Palmarès

### Club
- Campionato lituano: 1

Žalgiris Kaunas: 2010-11
- Campionato svizzero maschile: 1

Lugano Tigers: 2013-14
- Coppa di Lituania: 1

Žalgiris Kaunas: 2011
- Supercoppa italiana: 1

Fortitudo Bologna: 2005
- Coppa di Lega israeliana: 1

Hapoel Gerusalemme: 2008
- Lega Baltica: 2

Žalgiris Kaunas: 2009-10, 2010-11

### Individuale
- MVP Campionato svizzero: 1

2013-14